# Toxodontia
Toxodontia é uma subordem de mamíferos extintos da ordem Notoungulata. Seus fósseis são datados do Paleoceno ao Pleistoceno e encontrados na América do Sul.

## Classificação
McKenna e Bell (1997) reconheceram cinco famílias:
- †Homalodotheriidae Gregory, 1910
- †Isotemnidae Ameghino, 1897
- †Leontiniidae Ameghino, 1895
- †Notohippidae Ameghino, 1894
- †Toxodontidae Owen, 1845

Em 2011, uma análise demonstrou que Toxodontia era monofilético, e forma um clado-irmão com o Typotheria. O estudo também demonstrou que as famílias Homalodotheriidae, Leontiniidae e Toxodontidae são monofiléticas, enquanto que Isotemnidae e Notohippidae parafiléticas.